# Episinus nebulosus
Episinus nebulosus är en spindelart som först beskrevs av Simon 1895.  Episinus nebulosus ingår i släktet Episinus och familjen klotspindlar. Inga underarter finns listade i Catalogue of Life.